# バーニング・ダウン・ザ・ハウス
「バーニング・ダウン・ザ・ハウス」（Burning Down the House）は、トーキング・ヘッズが1983年に発表した楽曲。5枚目のスタジオ・アルバム『スピーキング・イン・タングズ』に収録された。

## 概要
ティナ・ウェイマスはコンピレーション・アルバム『Once in a Lifetime: The Best of Talking Heads』のライナーノーツでこう述べている。
1983年5月31日に発売された5枚目のスタジオ・アルバム『スピーキング・イン・タングズ』に収録された。同年7月にシングルカットされた。B面は「アイ・ゲット・ワイルド／ワイルド・グラヴィティ」。
同年10月22日付のBillboard Hot 100で9位を記録し、20週チャートインした。
1984年4月24日、ジョナサン・デミが監督したグループのコンサート映画『Stop Making Sense』が公開される。同作品は1983年12月にハリウッドのパンテージズ劇場で行われたライブを記録したものであるが、「バーニング・ダウン・ザ・ハウス」はハイライトの一つとなった。9月に発売されたサウンドトラック・アルバムにライブ・バージョンが収録された。
『スピーキング・イン・タングズ』の2006年の再発盤にボーナストラックとしてオルタネイト・バージョンが収録された。

## 演奏者
- デヴィッド・バーン - ボーカル、ギター
- ジェリー・ハリスン - シンセサイザー
- ティナ・ウェイマス - シンセベース
- クリス・フランツ - ドラムズ、バッキング・ボーカル
- ウォーリー・バダルー - シンセサイザー
- スティーヴ・スケールズ - パーカッション

## カバー・バージョン
- ボニー・レイット - 1995年のライブ・アルバム『ロード・テステッド』に収録。
- トム・ジョーンズ&カーディガンズ - 1999年のシングル。
- 岡村靖幸 - 2004年のコンピレーション・アルバム『Fine Time - A Tribute to New Wave』に収録。
- デイヴ・マシューズ・バンド - 2009年のライブ・アルバム『DMB Live Trax Vol. 15 - 8.9.08 - Alpine Valley Music Theatre - East Troy, Wisconsin』に収録。
- レディー・ガガ&マーク・ロンソン - 2016年5月2日、ニューヨークのメトロポリタン美術館で「メットガラ」が開催。そのアフターパーティーで演奏。レディー・ガガの公式YouTubeチャンネルで動画が配信された[8]。
- パラモア - 2024年1月31日、トリビュート・アルバム『Everyone’s Getting Involved: A Tribute to Stop Making Sense』の発売に先行してインターネット配信された[9][10]。